# Willebrord van Roijen Snell

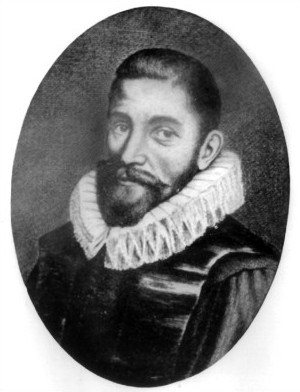
Willebrord Snell

Willebrord van Roijen Snell (auch Willebrordus Snel van Royen oder Snellius; * 13. Juni 1580 in Leiden, Spanische Niederlande; † 30. Oktober 1626 ebenda) war ein niederländischer Astronom und Mathematiker. Er ist bekannt für die Entwicklung des optischen Brechungsgesetzes, nach ihm als snelliussches Brechungsgesetz bezeichnet. Auch die Erfindung der Triangulation wird ihm zugeschrieben. Er gebrauchte den Namen Snellius für wissenschaftliche Veröffentlichungen.

## Leben
Snell war der Sohn des Gelehrten und Mathematikprofessors in Leiden Rudolph Snellius (1546–1613), der neben seiner Professur auch eine Privatschule betrieb, und von Machteld Cornelisdochter aus Oudewater. Er studierte an der Universität Leiden Rechte, interessierte sich aber vor allem für Mathematik. Er nahm Privatunterricht in Mathematik bei Ludolph van Ceulen und vertrat seinen Vater, der kein besonders guter Mathematiker war, in dessen Vorlesung. Von 1600 an zog er durch mehrere europäische Länder, unter anderem zum Mathematiker und Medizinprofessor Adriaan van Roomen in Würzburg, der ihn mit Tycho Brahe in Prag bekannt machte. Er assistierte Brahe bei astronomischen Beobachtungen und traf dort Johannes Kepler, der Brahes Assistent war. Brahe starb allerdings 1601. Er besuchte auch Johannes Praetorius in Altdorf und Michael Mästlin in Tübingen, sowie Wilhelm Hatzfeld und Christophorus Vuleius in Hersfeld. 1602 kehrte er nach Leiden zurück und besuchte 1603 Paris, wo er Jura studierte, aber auch Mathematiker und Astronomen traf. Er schloss seine Studien 1608 mit dem M.-A.-Abschluss ab und heiratete im selben Jahr Maria de Langhe, mit der er über sieben Kinder hatte, von denen drei das Erwachsenenalter erreichten. In Leiden assistierte er zunächst seinem Vater und folgte ihm 1613 als Professor für Mathematik an der dortigen Universität. Es dauerte aber noch lange, bis er eine volle Bezahlung von der Universität erhielt, auch wenn er ab 1615 formal eine volle Professur hatte. Er starb 1626 an einer Kolik. Snell wurde in der Pieterskerk in Leiden begraben, wo es auch ein Denkmal von ihm gibt.

## Werk
Er war Herausgeber, Übersetzer und Kommentator von Werken von Petrus Ramus, Ludolph von Ceulen und Simon Stevin und von Rekonstruktionen verlorener Werke von Apollonios von Perge (zum Beispiel Apollonius Batavus 1608).

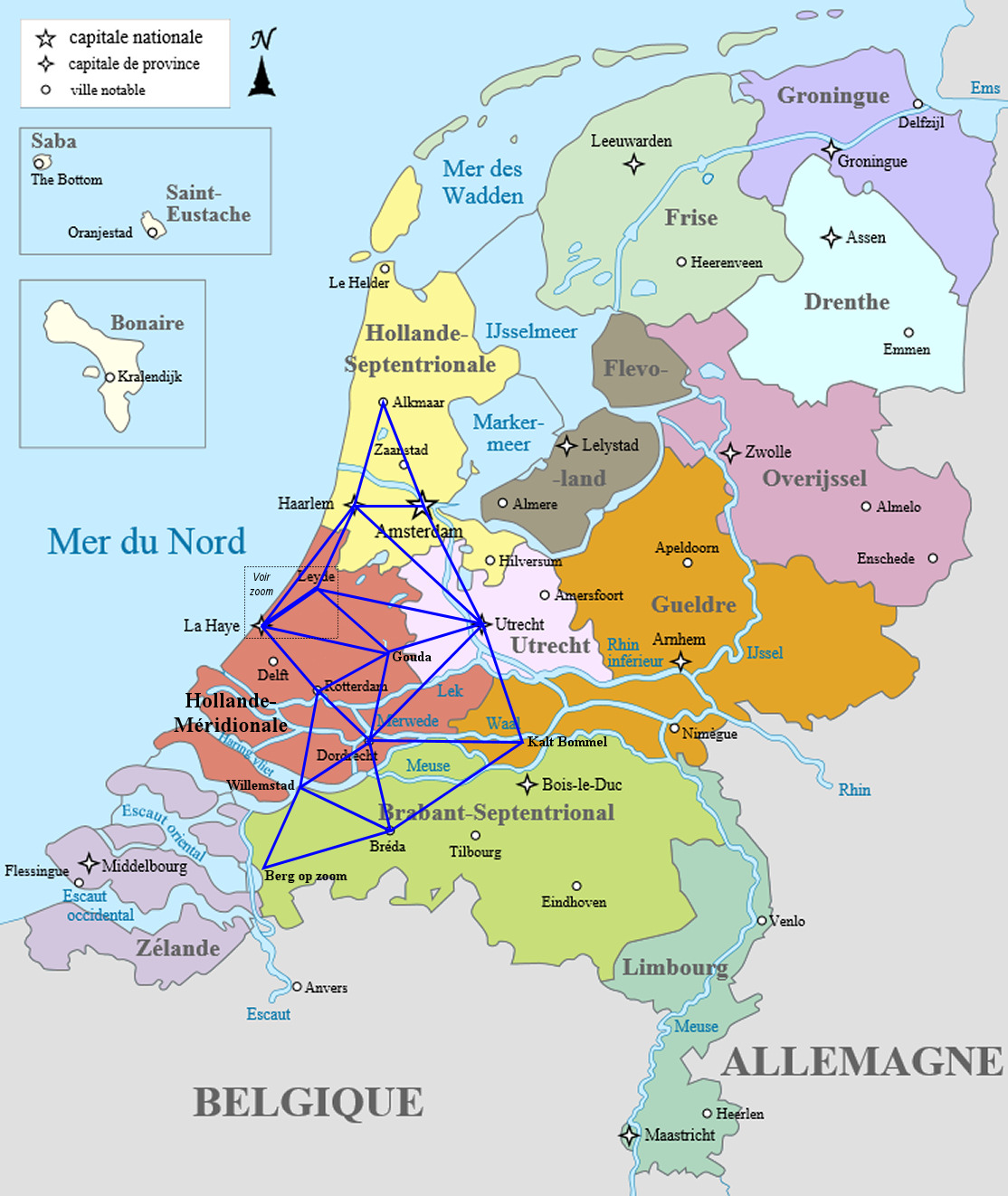
Snellius' Triangulation von 1615

1615 entwickelte er mit der geodätischen Triangulation eine neue Methode für die Landvermessung und für die Ermittlung des Umfangs und des Radius der Erde, die er in seinem 1617 veröffentlichten Werk Eratosthenes Batavus (Holländischer Eratosthenes) beschrieb. Dazu benutzte er die Linie von seinem Haus zur lokalen Kirche als Basislinie und vermaß durch Triangulation den Abstand von Alkmaar nach Bergen-op-Zoom, die in etwa auf dem gleichen Längengrad lagen. Damit gelang ihm eine ziemlich genaue Bestimmung des Erdradius. Sein Buch widmete er den Generalstaaten, die ihm für seine Arbeit eine beträchtliche Summe zukommen ließen.
Ob er tatsächlich der Erfinder der Triangulations-Methode war, ist nicht ganz sicher. Oft wird sie Gemma Frisius (100 Jahre vorher) oder Christoph Bühler zugeschrieben.
Snellius veröffentlichte auch Bücher mit astronomischen Beobachtungen, wobei er teilweise diejenigen anderer Astronomen wie Brahe oder die des Landgrafen Wilhelm IV. von Hessen-Kassel benutzte, so zum Kometen vom November 1618 in einem Buch von 1619, in dem er ganz allgemein Aristoteles’ Anschauungen kritisierte. Er war allerdings kein Anhänger des Kopernikanischen Systems, sondern sah wie Ramus und Brahe die Erde als Zentrum des Universums.
Ebenso verbesserte er die Exhaustionsmethode von Archimedes zur Berechnung der Kreiszahl π in seinem Buch Cyclometricus, de circuli dimensione von 1621. Er gab den korrekten Wert auf sieben Stellen an.
Das nach ihm benannte Brechungsgesetz, das schon vorher mehrfach gefunden worden war, fand er 1621. Es wurde allerdings nicht von ihm veröffentlicht, sondern seinen Beitrag deckte zuerst Christian Huygens in seiner 1703 veröffentlichten Dioptrik auf. Ein Manuskript von Snell über Optik befindet sich in der Bibliothek der Universität Amsterdam. Es zeigt, dass er die Literatur zur Optik gut kannte. Veröffentlicht wurde das Brechungsgesetz durch René Descartes in dessen Dioptrique 1637 (der keine Quellen angibt). Es war auch schon Thomas Harriot (um 1601) und Abu Sad al-Ala ibn Sahl (984) bekannt.
Ein Jahr nach seinem Tod erschien sein Buch über Trigonometrie (Doctrina triangulorum).
In seinem Tiphys batavus, veröffentlicht 1624, beschäftigte er sich mit Navigation und behandelte die Loxodrome. Ebenso befasste er sich mit dem Problem der Meridianeinteilung und den daraus resultierenden Folgen für die Navigation. Snell veröffentlichte eine Lösung zur Pothenotschen Aufgabe, der Aufgabe des ebenen Rückwärtsschnitts.
Die Königlich Niederländische Marine hat ein hydrographisches Vermessungsschiff, die Snellius, nach ihm benannt. Ferner ist er Namensgeber für den Mondkrater Snellius, das Mondtal Vallis Snellius und den Snellius-Gletscher in der Antarktis.

## Werke

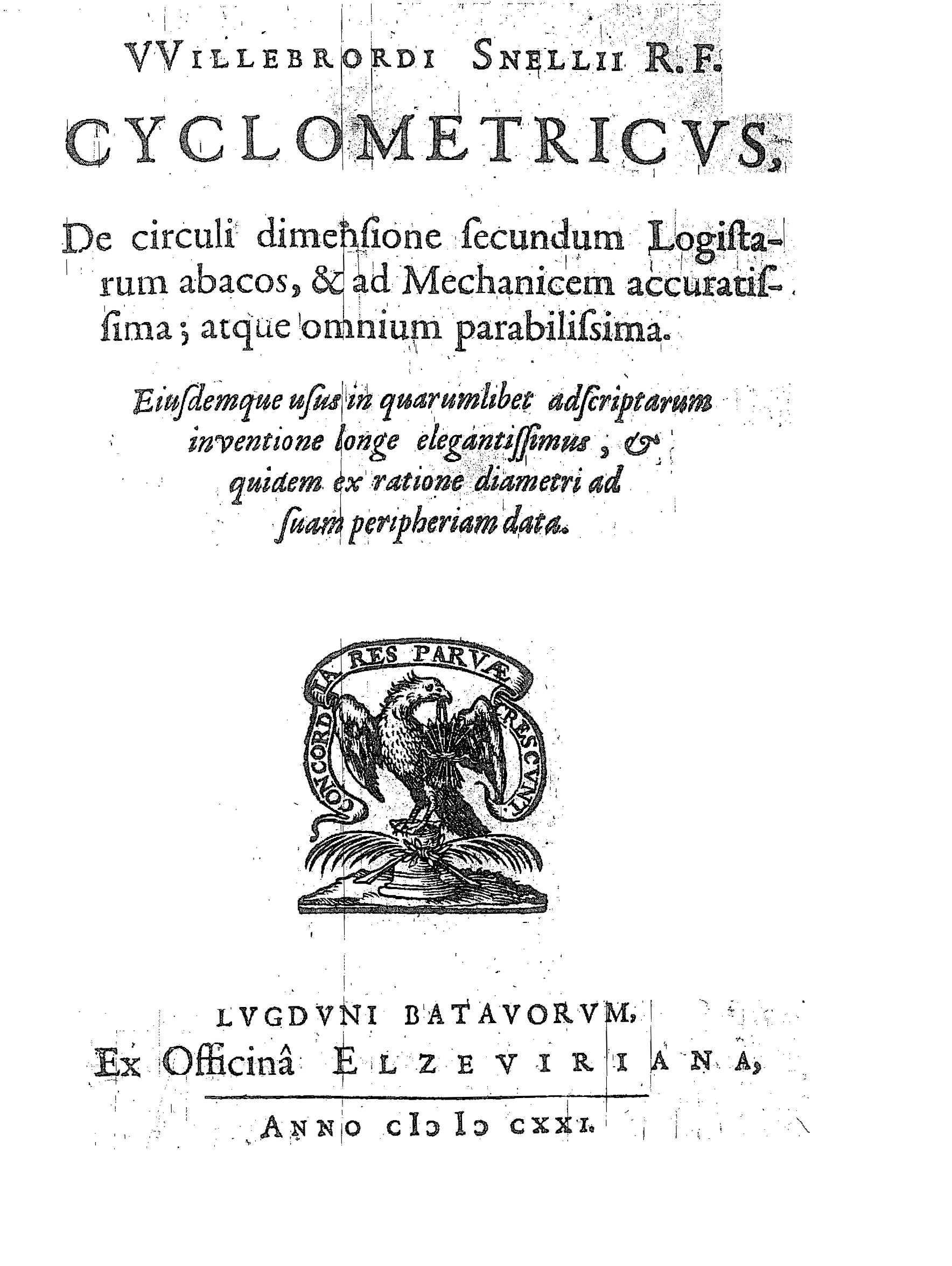
Cyclometricus, 1621

- Eratosthenes Batavus. Joost van Colster, Joris Abrahamsz van der Marsse, Lugduni Batavorum 1617 (Latein, beic.it).
- Coeli et siderum in eo errantium observationes Hassicae. Joost van Colster, Lugduni Batauorum 1618 (Latein, beic.it).
- Cyclometricus. Matthijs Elzevier, Bonaventura Elzevier, Lugduni Batavorum 1621 (Latein, beic.it).
- Doctrinae triangulorum canonicae libri quatuor. Joannes Maire, Lugduni Batavorum 1627 (Latein, beic.it).